# Беганув (Свентокшиське воєводство)
Беганув (пол. Bieganów) — село в Польщі, у гміні Радкув Влощовського повіту Свентокшиського воєводства.
Населення — 266 осіб (2011).
У 1975-1998 роках село належало до Ченстоховського воєводства.

## Демографія
Демографічна структура на день 31 березня 2011 року:
|          | Загалом | Допрацездатний вік | Працездатний вік | Постпрацездатний вік |
| -------- | ------- | ------------------ | ---------------- | -------------------- |
| Чоловіки | 139     | 25                 | 94               | 20                   |
| Жінки    | 127     | 21                 | 64               | 42                   |
| Разом    | 266     | 46                 | 158              | 62                   |